# Francisco Antonio Zea
Pour les articles homonymes, voir Zea (homonymie).
 (mars 2015).
Si vous disposez d'ouvrages ou d'articles de référence ou si vous connaissez des sites web de qualité traitant du thème abordé ici, merci de compléter l'article en donnant les références utiles à sa vérifiabilité et en les liant à la section « Notes et références ».

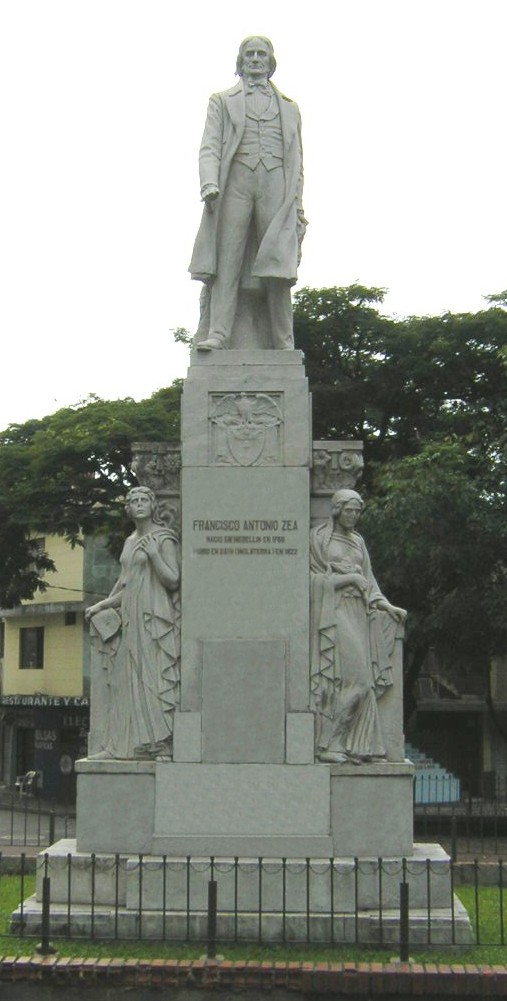
Statue de Francisco Antonio Zea à Medellín.

Francisco Antonio Zea est un homme scientifique et politique colombien, né le 23 novembre 1766 à Medellín, en Colombie, et mort le 28 novembre 1822 à Bath, en Angleterre.  

## Biographie

### Jeunesse
Il est baptisé le 23 novembre 1766, à la basilique Notre-Dame de Candelaria de Medellín, sous le nom de Juan Francisco Antonio Hilarión. Ses parents, don Pedro Rodriguez Zea et doña Rosalía Díaz, appartenaient à un groupe de Basques qui colonisèrent Antioquia. Zea a deux sœurs : María Francisca et María de Jesús. Les Zéa font partie de la noblesse créole d'origine espagnole installée aux Indes occidentales. Don Pedro occupe quelques fonctions importantes à Villa de la Candelaria de Medellín, alors récemment fondée, et à Santa Rosa de Osos. Ses temps libres sont consacrés à l'exploitation d'une estancia qu'il possède aux environs de Medellín sur la rive droite du rio Aburra. C'est là que Franscico Antonio Zea et ses deux soeurs sont élevés. 

### Éducation
Francisco Antonio Zea est envoyé à l'unique école existante à proximité de la candelaria de Medellín. Son père supplée à la pauvreté de l'enseignement. Très jeune, l'enfant est marqué par la misère ambiante et par un profond goût de la nature, fondant ainsi les assises de sa double activité d'adulte en tant que savant naturaliste et homme politique opposé au régime colonial[réf. nécessaire].
Ayant terminé ses études primaires, Francisco Antonio est envoyé pour trois ans au Real Colegio et au séminaire de Popayán, où enseigne un de ses parents, José Félix de Restrepo. Le voyage est périlleux et s'effectue par caravane. L'enfant est confié à un ami de la famille. Là-bas, les méthodes d'enseignement sont révolutionnées : d'abord par le biais du recteur-prêtre José Matías de la Plaza, puis, au temps de Zea, du recteur-prêtre équatorien, le docteur Grijalba. Les changements sont en accord avec la réforme de l'éducation proposée par Antonio Moreno y Escandón, approuvée non seulement par le vice-roi, mais aussi par José Celestino Mutis et José Félix de Restrepo. Au séminaire de Popayán, Zea se lie d'amitié avec Francisco José de Caldas, Camilo Torres Tenorio, Joaquín de Caycedo y Cuero, Francisco Ulloa et José María Cabal, entre autres[réf. nécessaire].
Il achève ses études en 1785, quatre ans après la cruelle répression par laquelle l'archevêque et vice-roi Antonio Caballero y Góngora avait réprimé la révolte des Comuneros, et qui, vers 1789, croyait au besoin de reformer les systèmes éducatifs obsolètes de la vice-royauté. Malgré la volonté de son père désirant pour Zea un cursus ecclésiastique, il part en 1786 pour Bogota avec pour objectif de continuer ses études à la faculté de jurisprudence du Colegio de San Bartolomé. Il est de plus en plus attiré par les observations scientifiques et les idées nouvelles venant d'Europe[réf. nécessaire]. 
A Bogota, il est le disciple du naturaliste Don Jose Celestino Mutis[réf. nécessaire], qui a notamment étudié la quinine et la malaria.
Là-bas, il fait une demande de bourses qu'il obtient ; au cours des premiers mois de son internat, il vit dans la plus grande pauvreté et tombe gravement malade. Zea est renvoyé de San Bartolomé par le recteur, car il n'a pas de quoi payer la modeste pension. Grâce à l'aide du medellinois Gabriel Muñoz[Qui ?], il peut continuer ses études[réf. nécessaire].

### Enseignement
En 1788, il est docteur en jurisprudence et lui est attribuée la chaire de grammaire, ce qui lui permet d'améliorer sa situation économique et de poursuivre ses études, jusqu'à ce qu'il décide de reporter son doctorat et de se consacrer à l'enseignement. Il se fait alors tant connaître que le vice-roi Ezpeleta le charge de l'éducation de ses enfants et le 11 novembre 1791, à l'âge de 24 ans, il le nomme second auxiliaire de l'expédition Botanique, sur recommandation de José Celestino Mutis et en remplacement du docteur Eloy Valenzuela. Zea trouva ses racines dans le siècle des Lumières et, sans délaisser ses études scientifiques, il s'intéressa avec les intellectuels de Santa Fe de Bogotá à la situation politique critique de la colonie, qui atteindra son apogée avec l'indépendance de la Nouvelle-Grenade[réf. nécessaire].
La réforme de l'éducation est renforcé par la publication, dans la presse locale de Santa Fe de Bogotá, de toutes sortes d'études scientifiques et politiques ; dans El Correo, Jorge Tadeo Lozano et Luis de Azuola insistaient sur la nécessité de chaires d'économie politique et de statistique sociale. Zea, sous le pseudonyme de Hebéfilo, publie en 1792, entre autres, Los avisos de Hebéfilo, avec un grand contenu patriotique, dans El Papel Periódico. Il y critique et réclame un changement radical dans les méthodes d'enseignement et de sélection des maîtres principalement pratiquées dans les Colegios San Bartolomé et San Tomás ; il proposait l'enseignement des sciences, des arts, de la littérature et du commerce. Il y avait à Santa Fe de Bogotá une grande agitation intellectuelle à la fin du XVIIIe siècle. L'Expédition Botanique était en plein développement et affleuraient les réunions informelles comme celles de doña Manuela Santamaría de Manrique, de Antonio Nariño, de la Bibliothèque Publique et de la maison seigneuriale de la rue Carrera, où Mutis parlait de politique et de botanique. Le journaliste Manuel de Socorro Rodríguez exerçait une grande influence, ainsi que Jorge Tadeo Lozano, Pedro Fermín de Vargas, Antonio Nariño, Camilo Torres et Francisco José de Caldas, entre autres[réf. nécessaire].

### Activités politiques
Zea fut membre de El Casino Literario, centre patriotique organisé par Antonio Nariño à Bogotá, rejoignant les associations politico-littéraires qu'il y avait dans certains cercles de Venecia où discutaient les hommes de science et d'étude, les professeurs, les journalistes et voyageurs illustres, porteurs de la nouvelle idéologie sociale des Lumières. El Casino Literario disposait d'une très bonne bibliothèque et d'une imprimerie, où furent éditées de nombreuses œuvres d'auteurs anciens et modernes, dont un bon nombre fut traduit de l'anglais et du français par Zea. Avec la publication de la Déclaration des droits de l'homme et du citoyen, traduite du français par Nariño, débute une étude immédiate.
Zea est à Fusagasugá, en tant que second directeur de l'Expédition Botanique, lorsqu'il fait l'objet d'une procédure judiciaire pour incitation à l'insurrection, bien qu'il ne soit pas un rebelle radical dans le sens strict du terme, il est toutefois considéré comme dangereux pour le régime colonial. El Casino Literario est fermé, et à la suite de quelques jours de prison, Zea et d'autres conspirateurs sont exilés à Cadix en Espagne, destination pour laquelle ils partent le 3 novembre 1795. Arrivés le 18 mars 1796, Zea passe trois ans à la prison de Cadix. Il est ensuite interdit de quitter la ville avant d'être finalement libéré. Le retour au pays lui est refusé, mais il se voit confier une mission scientifique à Paris accompagnée d'un bon salaire.

### Espagne
Durant l'hiver 1803, il épouse Felipa Meilhon y Montemayor, relation commencée lorsqu'il était prisonnier. Il s'installe alors à Madrid. Ils habitent Calle del Principe une maison indépendante. Ils ont deux filles, dont une seule survit, la vicomtesse de Rigny.
Zea atteint de hautes fonctions, comme lorsqu'il succède au savant Cavanillas à la direction du Jardin Botanique de Madrid. Il prend ses fonctions le 17 septembre 1805, avec le célèbre discours Acerca del mérito y de la utilidad de la Botánica (« Sur le mérite et l'utilité de la Botanique »), dans lequel il demande le renouvellement des méthodes d'enseignement. Il est également professeur de botanique et membre de la Junte de Bayonne. En 1802, il rédige le "Proyecto de reorganización de la Expedición Botánica" ("Projet de réorganisation de l'Expédition Botanique"), opposé à la conception de Mutis. Zea se questionnait sur le rôle social du savoir acquis par la Botanique, son utilité pour l'agriculture, l'économie et les arts. Les découvertes devaient servir pour créer des fermes expérimentales et consolider une agriculture scientifique. Son projet incluait plusieurs disciplines en plus de la botanique. Il projette à Paris la construction d'un Musée de Sciences Naturelles et d'une École Minière. À Madrid, en tant que directeur du Jardin Botanique, il mène à bien certains de ses projets.
À la Junte de Bayonne se forme la nouvelle Constitution de la monarchie d'Espagne, lorsque la domination de Bonaparte, après le massacre de Madrid le 2 mai 1808, et le mouvement d'Aranjuez qui renversa Manuel Godoy, qui régissait la péninsule espagnole, motivent l'abdication du roi Charles IV d'Espagne en faveur de son héritier Ferdinand. Le 7 juin, Zea prononce un discours à Bayonne et est nommé ministre de l'Intérieur puis préfet de la ville de Málaga. Cependant son emploi est de courte durée, les Français étant expulsés en 1813.
Zea transmettra ensuite à Simón Bolívar ses expériences de cette lutte entre l'Espagne et la France. Pendant ce temps, en Amérique, il est vu comme ayant trahi Ferdinand VII et sont saisis ses biens ainsi que ceux de ses parents. Zea fuit à Paris et à Londres. À Paris il est ami de Cuvier, d’Alexandre de Humboldt, de Aime Bonpland qui l heberge a Paris en 1804, de Pierre Audoin, de Pierre-Simon de Laplace et du Néo-grenadin Francisco de Miranda. Il se marie à Cadix avec la Française Felipa Meilhon, ils vivent à Madrid, où Zea collabore à El Mercurio, le journal le plus lu de la péninsule, très critique, et à La Gaceta, ce qui lui confère du succès dans la presse politique.

### Retour en Amérique du Sud
En 1815 il met le cap sur Haiti a l'expédition naval commandée par Simon Bolívar quitte le port de Los Cayos de San Luis. Le 3 mai 1816, la flotte touche le sol vénézuélien sur l'île de Margarita, où le 7 du même mois une réunion est dirigée par le général Juan Bautista Arismendi confirmant les pouvoirs spéciaux conférés à Bolivar à Los Cayos. À la suite de cette approbation, les forces expéditionnaires rejoignent Carúpano, où elles débarquent et proclament l'abolition de l'esclavage. La flotte repart et suit la côte jusqu'à Ocumare de la Costa, où les forces débarquent et vont jusqu'à Maracay mais, harcelées par Francisco Tomás Morales (es), Bolivar doivent se retirer a Haiti laissant une partie du matériel sur la plage et la moitié des soldats qui, sous les ordres de Gregor MacGregor, entreprennent une retraite par la terre à travers les vallées du río Aragua jusqu'à l'est, mouvement connu sous le nom de Retirada de los Seiscientos (es).
En octobre 1816, après la victoire à la bataille d'El Juncal, les chefs patriotiques acceptèrent de demander à Bolivar de revenir et ils chargèrent Zea de s'installer en Haïti pour annoncer la bonne nouvelle au Libérateur.
La mise sur pied d'une nouvelle expédition militaire, Bolívar rembarque à Jacmel et arrivé à Juan Griego le 28 décembre 1816 et à Barcelona le 31 du même mois, où il établit son quartier général et planifie la campagne de Caracas avec la concentration des forces opérant en Apure, en Guyane et dans l'Est, mais après une série de déconvenues (es) le plan est abandonné et l'armée patriote déménage en Guyane, prenant le commandement des opérations contre les royalistes dans la région.
Le 8 mai 1817 il est nommé suppléant de Bolivar au Congrès du Venezuela. Le 19 juillet 1817, ensemble ils conquièrent Angostura. Zea participe activement à l'administration. Le 22 novembre, alors que Bolivar part combattre le pacificateur Pablo Morillo, Zea le remplace au poste d'exécuteur de projets civils. Là-bas, par ses actions, il est considéré comme quelqu'un de bon et de prodigue, particulièrement en ce qui concerne le paiement des salaires. Il dirige le journal El Correo del Orinoco, d'où il prépare psychologiquement le terrain pour le Congrès d'Angostura (15 février 1819), lors duquel se formera la Grande Colombie. À Angostura, il est élu vice-président chargé du pouvoir exécutif et président du Congrès, où il éprouve de sérieuses difficultés à cause du refus des militaires vénézuéliens à être commandés par un civil et encore moins par un Grenadin.

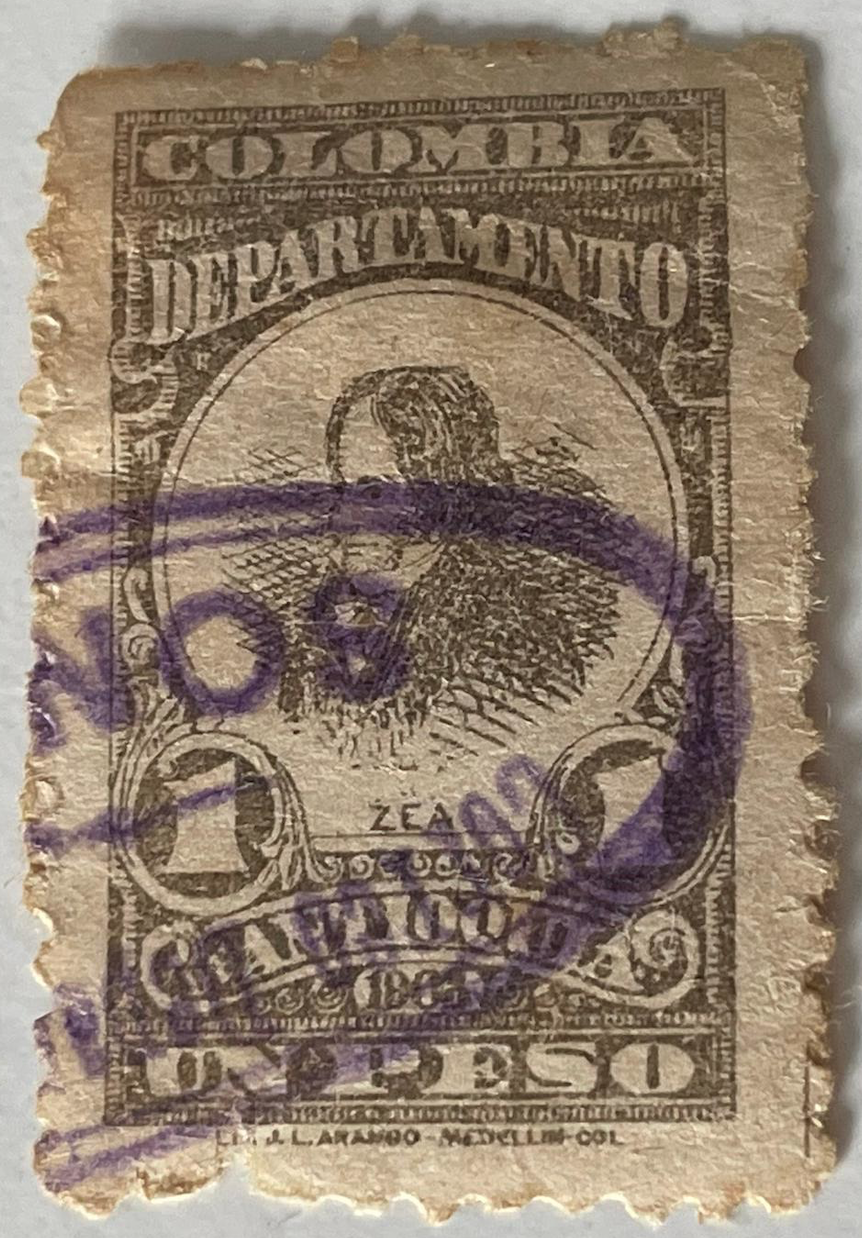
Timbre Colombien de Francisco Antonio Zea - 1903

Zea renonce le 7 septembre, malgré la récente victoire de la bataille de Boyacá, puis la fondation de la Grande Colombie en décembre 1819, il est élu vice-président. La nouvelle république avait besoin d'obtenir la reconnaissance des gouvernements étrangers et un emprunt de 2 à 5 millions de livres ; des livres sterling pour couvrir les dettes, ainsi que stimuler l'agriculture et le développement du pays. Parce qu'il est l'un des Grenadins les plus connus en Europe, Zea est choisi pour une mission qui consiste à représenter la Colombie face aux gouvernements des États-Unis, de l'Angleterre, de la France, de la Hollande, de la Russie, de l'Allemagne, de la Suisse et du Vatican, entre autres. Cependant, selon Marco Fidel Suárez, il manquait d'habileté diplomatique et montrait des lacunes dans la connaissance des dossiers des finances et du commerce. Sa mission fut très critiquée, particulièrement par Jerónimo Torres. En 1821 il est démis de ses fonctions.
En 1822 il publie, à Londres, Colombia being a Geographical, Statiscal, Agricultural, and Political Account of the Country with Map and Portraits of Bolivar and F. A. Zea, etc., œuvre avec laquelle il prétend réduire le discrédit jeté sur la Campagne Libératrice en Europe. Le livre, composé de deux volumes, traite de la géographie, la faune, la flore, les richesses, les guerres et l'histoire de Colombie. Il est édité en anglais et en espagnol afin de servir de préambule à une mission si compliquée.

### Décès
Zea meurt d'une crise d'hydropisie au fameux Royal York House Hotel à Bath, en Angleterre, le 28 novembre 1822 à l'âge de 56 ans. Il est enterré le 4 décembre à l'Abbaye de Saint Pierre et Saint Paul de Bath.

## Reconnaissance
Son pays reconnaitra tardivement ses services. Le 26 juin 1880, le Vénézuela versera une somme à la Comtesse de Rigny et en 1890 le sénat de la République de Colombie versera la même somme à ses descendants, soit 20 000 pesos.
Selon Germán Arciniegas, c'est en 1969, lors du cent-quarante-septième anniversaire de la mort de Zea, que le directeur de la Casa de Moneda de Bogotá, Barriga Villalba, fait connaître les détails du fameux emprunt, où l'on met en relation jusqu'au dernier penny avec les problèmes que dut résoudre Zea pour faire rayonner le nom de la Grande Colombie dans la superbe européenne[réf. nécessaire].

## Abréviation
Zea est l’abréviation botanique standard de Francisco Antonio Zea.
Consulter la liste des abréviations d'auteur en botanique ou la liste des plantes assignées à cet auteur par l'IPNI, la liste des champignons assignés par MycoBank, la liste des algues assignées par l'AlgaeBase et la liste des fossiles assignés à cet auteur par l'IFPNI.